# Maha Thammaracha
Maha Thammaracha (Thai: มหาธรรมราชา, auch: Somdet Phra Maha Thammarachathirat สมเด็จ พระมหาธรรมราชาธิราช, auch: Somdet Phrachao Sanphet I. สมเด็จพระเจ้าสรรเพชญ์ที่ 1; * 1514; † Juni 1590) war von August 1569 bis 1590 (C. S. 931–952) der 19. König des siamesischen Königreiches von Ayutthaya. Er war der Gründer der so genannten Sukhothai-Dynastie.

## Herkunft
Maha Thammaracha wird das erste Mal unter dem Namen Khun Phirenthorathep in den Chroniken erwähnt. Khun Phirenthorathep war königlicher Herkunft, er soll ein Nachkomme der berühmten Phra-Ruang-Dynastie von Sukhothai gewesen sein. Dieses war 1438 mit dem König Ayutthaya verbunden worden. Es wurde jedoch nicht schlagartig annektiert, sondern die beiden Königreiche verschmolzen über einen längeren Zeitraum miteinander. Der alte Adel von Sukhothai hatte weiter große Macht in den „Nordprovinzen“ oder „nördlichen Stadtstaaten“ (Müang Nüa). Die wichtigste darunter war inzwischen nicht mehr Sukhothai selbst, sondern Phitsanulok – damals Song Khwae genannt – das im 15. bis 16. Jahrhundert als „zweite Hauptstadt“ des Königreichs Ayutthaya und Residenz des Vizekönigs (Uparaja) fungierte.
König Chairacha (r. 1534–1546) war bestrebt, die Bindung der nördlichen Stadtstaaten an Ayutthaya zu stärken und holte hierzu Adelige aus dem Norden an seinen Hof in Ayutthaya. Darunter war auch Khun Phirenthorathep, der Kommandeur der königlichen Garde wurde. Nach Chairachas Tod floh der eigentlich designierte Nachfolger (Uparaja), Chairachas jüngerer Halbbruder Prinz Thianracha, ins Kloster. Stattdessen wurde zunächst Chairachas minderjähriger Sohn Yot Fa neuer König, unter Vormundschaft seiner Mutter Thao Si Sudachan. Bald darauf verhalf Si Sudachan jedoch ihrem Geliebten Khun Worawongsa auf den Thron, Yot Fa wurde vergiftet.
Khun Phirenthorathep und drei weitere Adlige aus dem Norden wollten die Usurpation des siamesischen Throns durch Khun Worawongsa nicht hinnehmen. Eines Nachts sammelten sie einige Getreue um sich und folgten Worawongsa, der mit seiner Königin Si Sudachan per Boot auf dem Weg zur Elefantenjagd außerhalb der Stadt war. In einem ruhigen Nebenkanal überwältigten sie die Jagdgesellschaft und töteten den Thronräuber und seine Königin. Anschließend holten sie Prinz Thianracha aus dem Kloster und brachten ihn in die Hauptstadt, wo er als König Maha Chakkraphat gekrönt wurde.

## Vizekönig in Phitsanulok
Der dankbare neue König verlieh Khun Phirenthorathep den alten Sukhothai-Titel „Prinz Thammaracha“ und gab ihm seine Tochter Prinzessin Sawatdirat (die spätere Königin Wisutkasat) zur Frau. Außerdem setzte er ihn als Gouverneur in Phitsanulok und Vizekönig der Nordprovinzen ein. Diese hätte Chakkraphat vermutlich ohne die Hilfe des gut vernetzten Thammaracha ohnehin nicht kontrollieren können. Mit Prinzessin Sawatdirat hatte Thammaracha eine Tochter, Suphankanlaya, und zwei Söhne, Naresuan und Ekathotsarot.
Im Laufe der folgenden Jahre wurde „Okya Phitsanulok“, wie er jetzt auch genannt wurde, immer mächtiger. Mehrfache Angriffe der Birmanen und Animositäten zwischen ihm und dem Königshaus in Ayutthaya, die in Entführung und Erpressung gipfelten, ließen Maha Thammaracha schließlich zum Verbündeten des charismatischen und militärisch erfolgreichen birmanischen Königs Bayinnaung werden.
Maha Thammarachas Rolle bei Bayinnaungs Feldzügen gegen Ayutthaya 1563/64 und 1568/69 variiert in den Chroniken etwas. Dem niederländischen Chronisten Jeremias Van Vliet zufolge soll Maha Thammaracha im Streit seine Frau Wisutkasat geschlagen haben. Deren Vater König Chakkraphat habe daraufhin dem Schwiegersohn nach dem Leben getrachtet, der nach Birma floh und „den König von Pegu ersuchte, Krieg gegen Siam zu führen“. Bayinnaung zog dann mit seinen Truppen zunächst nach Phitsanulok und von dort aus weiter gegen Ayutthaya. Dabei habe Maha Thammaracha als Feldmarschall das gesamte Fußvolk in Bayinnaungs Heer kommandiert. In den Königlichen Chroniken von Ayutthaya steht Maha Thammaracha hingegen auf der Seite Siams, scheint sich jedoch seltsam zurückzuhalten. Maha Thammarachas Söhne Naresuan und Ekathotsarot waren ab 1564 am birmanischen Hof in Pegu – als königliche Geiseln und als Pagen, wie es auch für die Söhne birmanischen Fürsten üblich war. Das spricht dafür, dass Maha Thammaracha ab dieser Zeit als Vasall Bayinnaungs galt. Auch König Chakkhraphat wurde als Gefangener nach Pegu gebracht, stattdessen sein Sohn Mahin als Vasallenherrscher in Ayutthaya eingesetzt.
Anfang 1568 gestattete Bayinnaung Chakkhraphat die Rückkehr nach Siam, unter dem Vorwand, dass er dort Mönch werden wollte. Er legte die Robe jedoch bald ab und übernahm selbst wieder den Thron, womit er gegen die birmanische Oberherrschaft rebellierte. Chakkhraphat bemühte sich um ein Bündnis mit Lan Xang (im heutigen Laos). Er bot dazu dem dortigen Herrscher Setthathirath seine Tochter Thepkasattri (eine jüngere Schwester Wisutkasats) zur Frau an. Maha Thammaracha sabotierte diese Allianz, indem er die Prinzessin auf ihrem Weg nach Vientiane entführen ließ. Van Vliet zufolge riet Maha Thammaracha abermals dem birmanischen König Bayinnaung, den Krieg gegen Siam wieder aufzunehmen, wobei er erneut einen Teil des birmanischen Heeres führte und Phitsanulok als Basis für den Angriff gegen Ayutthaya nutzte.
In den thailändischen Chroniken steht Maha Thammaracha hingegen zunächst wieder auf der Seite Ayutthayas, wechselt jedoch im Verlauf des Krieges die Seiten. Gegen Ende der Regierungszeit von König Chakkraphat zogen die Truppen Bayinnaungs den Belagerungsring um Ayutthaya immer enger. Prinz Thammaracha unterstützte sie mit weiteren 70.000 Mann aus Phitsanulok.  Beide Darstellungen sind sich einig, dass Maha Thammaracha wesentlich zum Fall Ayutthayas beitrug, indem mit ihm verbündete Adelige und Verwandte seiner Frau am 8. August 1569 die Tore der belagerten Hauptstadt öffneten und sie so den Angreifern aus Birma und Phitsanulok preisgaben.

## Krönung
König Bayinnaung setzte Prinz Thammaracha unter dem Namen „Maha Thammaracha“ als Vasallen-König ein. Bayinnaung nahm tausende Kriegsgefangene sowie – um sich seiner Loyalität zu versichern – die beiden Söhne des neuen Königs als Geisel mit zurück nach Pegu (zeitgenössisch Hongsawadi). Die beiden Prinzen dienten dort als Pagen und erhielten eine (auch militärische) Ausbildung, die der von birmanischen Fürstensöhnen entsprach. Im Jahr 1571 konnten sie nach Ayutthaya zurückkehren. Stattdessen machte Bayinnaung Maha Thammarachas Tochter Suphankanlaya zu einer seiner Nebenfrauen. Auch dies war eine Maßnahme, seinen Vasallen an sich zu binden.
Die Verschleppung der Kriegsgefangenen – sowohl einfache Arbeitskräfte als auch Mitglieder der Führungsschicht – nach Pegu hatte die Verteidigung des Königreiches beträchtlich geschwächt. Die Kambodschaner versuchten, diese Situation auszunutzen, indem sie mehrere Male innerhalb der folgenden zwei Jahrzehnte die reichen Ostprovinzen sowie die Provinzen am Golf von Chanthaburi bis Phetchaburi überfielen, und jedes Mal Gefangene zusammentrieben, um ihr eigenes Land zu bevölkern. Die Siamesen konnten diesen Überfällen nur mit großen Schwierigkeiten begegnen.

## Naresuans Aufstieg
Nach dessen Rückkehr aus Pegu machte Maha Thammaracha seinen damals erst 16-jährigen Sohn Naresuan zum Uparat („Vizekönig“ und designierten Thronerben) mit Residenz in Phitsanulok. In mehreren Feldzügen gegen die Kambodschaner konnte der Prinz sein militärisches Geschick unter Beweis stellen. Im Jahr 1580 ließ Maha Thammaracha die Stadtmauern von Ayutthaya abtragen und größer als vorher wieder aufgebauen. Daran kann man ablesen, dass der König zu dieser Zeit – elf Jahre nach der Niederlage und teilweisen Entvölkerung Ayutthayas – schon wieder über ganz erhebliche Ressourcen an Arbeitskräften und Material verfügen konnte.
In den Jahren 1581 und 1582 war Maha Thammarachas Reich in einer schweren Krise. Es kam in der zentralen Ebene zwischen Ayutthaya und Lopburi zu einer Volkserhebung unter Führung eines Mannes, den die Bevölkerung als Heiligen (phu mi bun) verehrte. Einer der wichtigsten Minister, der Mahatthai, wurde dabei erschlagen. Im gleichen Jahr verlor Ayutthaya die wichtige Stadt Phetchaburi an Kambodscha. Ab dieser Zeit überließ der König zunehmend seinem Sohn Naresuan die Staatsführung. Zum ersten Mal ist dies dadurch dokumentiert, dass Naresuan nach dem Tod des birmanischen Königs Bayinnaung 1581 seinen Vater beim Antrittsbesuch (und Bekräftigung des Vasalleneids) beim neuen König Nandabayin in Pegu vertrat.
Drei Jahre später verweigerte Naresuan jedoch einen Befehl, König Nandabayin Heerfolge zu leisten. Ihn hatte die Nachricht erreicht, dass dies nur ein Hinterhalt war und er auf dem Weg überfallen und umgebracht werden sollte. Diese Verweigerung der Vasallenpflicht im Jahr 1584 wurde von späteren thailändischen Geschichtsschreibern als „Unabhängigkeitserklärung“ Siams an Birma gedeutet.
Die darauf folgenden wiederholten Feldzüge der Truppen Pegus gegen Ayutthaya konnte Naresuan ebenso abwehren, wie einen erneuten (kleineren) Angriff Kambodschas.
König Maha Thammaracha starb im Juni 1590. Naresuan wurde als sein Nachfolger zum König von Ayutthaya gekrönt.

## Beschreibung eines Chronisten
Der holländische Kaufmann und Chronist Jeremias Van Vliet beschrieb in seinem Buch „Kurze Geschichte der Könige von Siam bis 1640“ die Regierungszeit von Maha Thammaracha ohne Jahreszahlen. Er legt die Länge der Regierungszeit auf 22 Jahre fest. Den König selbst beschrieb er so:

„Maha Thammaracha war 54 Jahre alt, als er König wurde. Er war ein arbeitsamer und gnädiger König. Er vergrößerte die Hauptstadt Ayutthaya und errichtete eine steinerne Mauer um sie herum. Er baute auch fünf große Wachtürme am königlichen Palast. Er lebte während einer erfolgreichen Zeit, so dass die durch den Krieg mit den Birmanen unbewohnbar gemachten Landstriche wieder fruchtbar wurden und die Bevölkerung wuchs“